# Río extraño
Río extraño es el séptimo álbum de estudio de la banda argentina de heavy metal O'Connor, publicado en 2010 por Tocka Discos.

## Lista de canciones
Todas las canciones por Claudio O'Connor y Hernán García, excepto «La lima del ritmo» por Claudio O'Connor, Hernán García y Juanchi Baleiron

| N.º | Título              | Duración |  |
| 1.  | «Discordia»         | 3:40     |  |
| 2.  | «Río extraño»       | 4:28     |  |
| 3.  | «La maldad»         | 4:00     |  |
| 4.  | «Hay un presagio»   | 4:58     |  |
| 5.  | «Abre el portal»    | 3:08     |  |
| 6.  | «Trinchera»         | 4:10     |  |
| 7.  | «Quien pudiera»     | 3:04     |  |
| 8.  | «Salir a buscar»    | 3:07     |  |
| 9.  | «Hacedor de terror» | 3:24     |  |
| 10. | «La lima del ritmo» | 2:55     |  |

## Créditos
O'Connor
- Claudio O'Connor - voz
- Hernán García - bajo, guitarra, teclado y coros
- Darío Casciaro - guitarra rítmica, guitarra acústica y solos
- Pablo Naydón - batería

Músicos invitados
- Juanchi Baleiron - solos en "La Lima del Ritmo"

Producción
- Productor/es ejecutivo: Esteban Costa / Alberto Moles para popart discos
- Producción Musical: Hernan Garcia
- Mezcla: Mario Breuer para Breuer prod.
- Asistente: Martin Muscatello
- Diseño: Oscar Ramirez para CSST